# Denis-Auguste-Marie Raffet
Denis-Auguste-Marie Raffet (París, Isla de Francia, Francia, 1804 - Génova, Liguria, Italia, 1860) fue un pintor francés. Nació en la ciudad de París el mismo año que Napoleón I (1769-1821) se autroproclamó emperador en la Catedral de Nuestra Señora de París, Francia. Comenzó su carrera en el arte a partir de clases nocturnas. Fue ahí donde conoció al pintor Alexande Cabanel quien explotó su habilidad artística y le dio la oportunidad de decorar porcelana. Más tarde ingresó a la Escuela de Bellas Artes, sin embargo para 1830,  trabajó la estampa, lo que lo hizo posicionarse como uno de los mejores litógrafos de su tiempo con litografías de Lützen, Waterloo, Le bal y La revue.
En 1830 grabó diversas estampas sobre batallas que había estudiado con su maestro Nicolas Toussaint Charlet (1792-1845). El pintor siguió el itinerario de Bonaparte desde la campaña de Egipto en 1798 hasta su último enfrentamiento. Murió en Génova en 1860 y 33 años más tarde se dio a conocer un monumento dedicado al litógrafo que se pidió retirar y fundir durante la ocupación nazi en la Ciudad Luz.

## Napoleón y la Batalla de Waterloo
Cuando Napoleón I fue nombrado cónsul, impulsó la industria, el comercio, la cultura y las leyes, que hicieron de Francia la primera nación de Occidente. Su proyecto expansionista no logró someter al Imperio naval británico y fue derrotado en la Batalla de Trafalgar (1805) ante las fuerzas del vicealmirante Horatio Nelson (1758-1805). La ancestral enemistad entre el pueblo galo y el inglés se acrecentó debido a la política del bloqueo continental que impedía a los puertos de Europa comerciar con Gran Bretaña. 

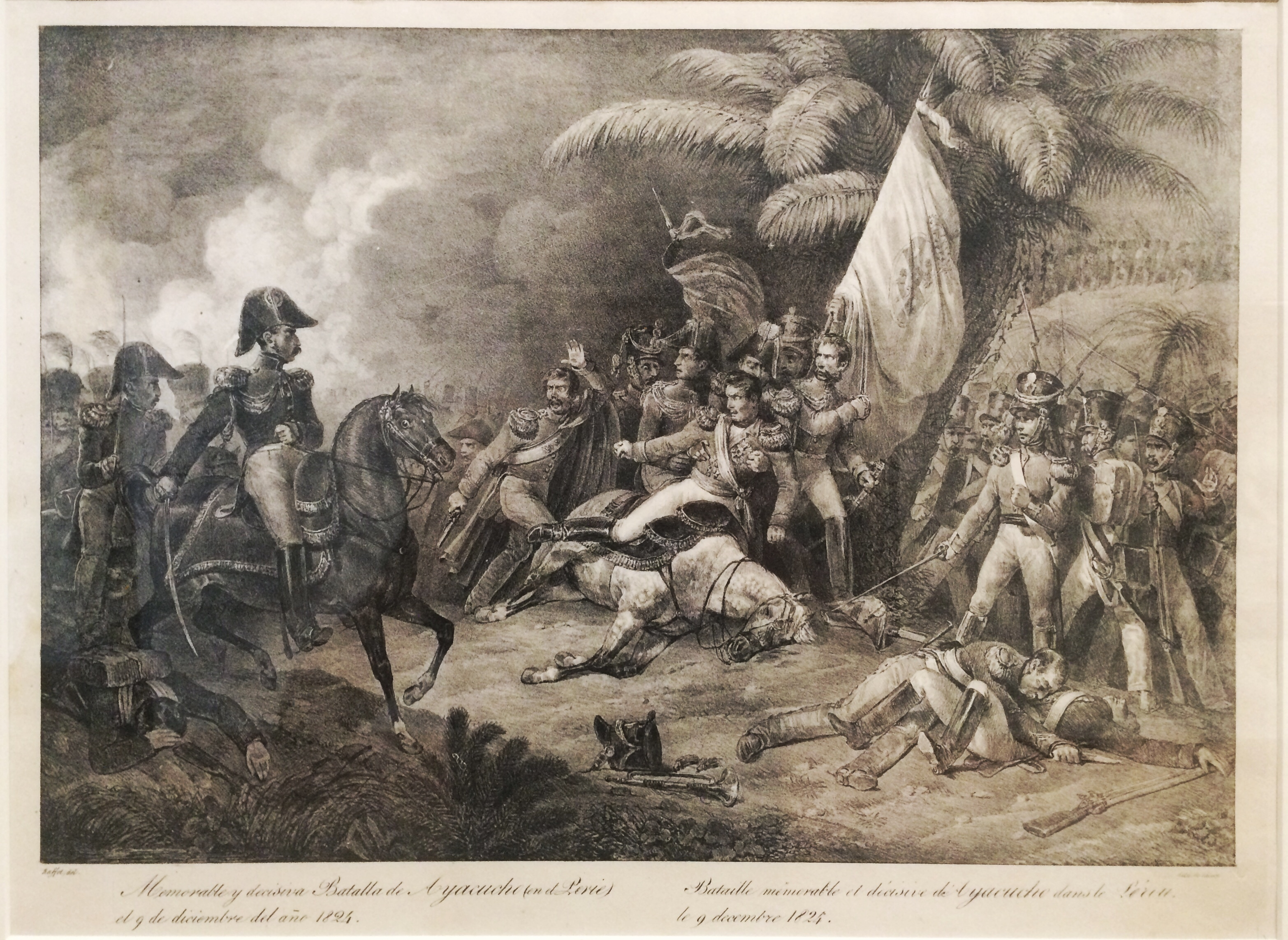
Memorable y decisiva batalla de Ayacucho en el Perú. 1926

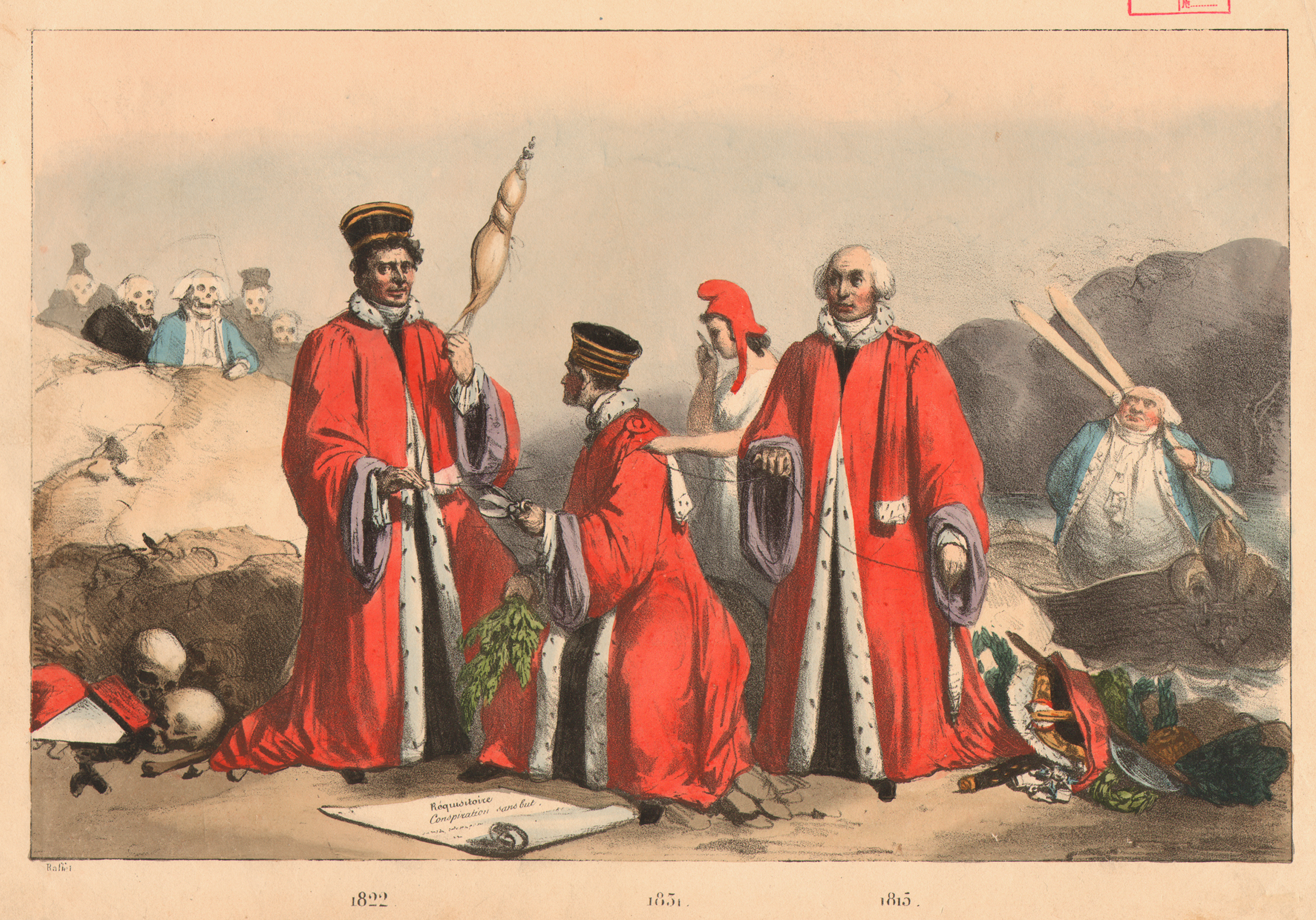
la Fiscalía de la Corona. Acuarela litografía. 1831

La milicia conformó a Bonaparte en diferentes guerras y siete coaliciones de las monarquías europeas en contra de Francia. La ambición de un hombre finalmente llevó al resto de los Estados-nación a formar alianzas para lograr vencer a un titán y a su ejército.
Después de un primer exilio en la isla de Elba (1814-1815), Bonaparte logró escapar, y tras su regreso a París, gobernó durante el llamado régimen de los Cien Días. El trono de Francia estaba ocupado por el rey Luis XVIII (1755-1824), cuyo gobierno significó la vuelta a la monarquía que traicionaba los ideales de la Revolución Francesa. Para defender la República, Napoleón creó un ejército de veteranos y seguidores que, a pesar de su ferviente amor por el país galo, no estaban del todo instruidos para los enfrentamientos bélicos.
En junio de 1815 se suscitó la última contienda del corso frente a la Séptima Coalición, integrada por Gran Bretaña, Rusia, Prusia, Suecia, Austria, Países Bajos, España y los Estados Germánicos, y comandada por Lord Arthur Wellesley, duque de Wellington (1769-1852), en el valle de Waterloo, Bélgica. El clima fue el peor enemigo del ejército francés. Las noches lluviosas con vientos y neblinas inclementes, a pesar de la gran cantidad de bajas en sus filas, dieron el triunfo a los aliados. En palabras del propio Wellington, citado por Andrew Roberts (1963): Al margen de una batalla perdida, no hay nada más deprimente que una batalla ganada. Esto puso fin a las campañas napoleónicas y envió al estratega a un exilio definitivo en la isla atlántica de Santa Elena. 

## Napoleón en Waterloo[18 de junio de 1815]
En este lienzo de Museo Soumaya.Fundación Carlos Slim recreó la Batalla de Waterloo en vigorosas pinceladas que transmiten un fervor patrio. Se trata de un cuadro realizado durante el Segundo Imperio Francés (1852-1850) bajo el mando de Napoleón III (1808-1873), quien buscó resaltar la poderosa dinastía Bonaparte y revivir las glorias de su tío.
Napoleón aparece rodeado de combatientes derrotados, tanto franceses como aliados. El óleo guarda similitudes con La batalla de Eylau de Antoine-Jean Gros (1771-1835), sito en el Museo de Louvre, en el que el general cabalga entre cadáveres víctimas del frío al regreso de las tropas luego de la conquista rusa. 
Los cuerpos quemados junto a los que avanza el corso, permitieron identificar la escena en la obra hoy mexicana como el último combate de la Gran Armada napoleónica.